# Conseil européen de recherches spatiales

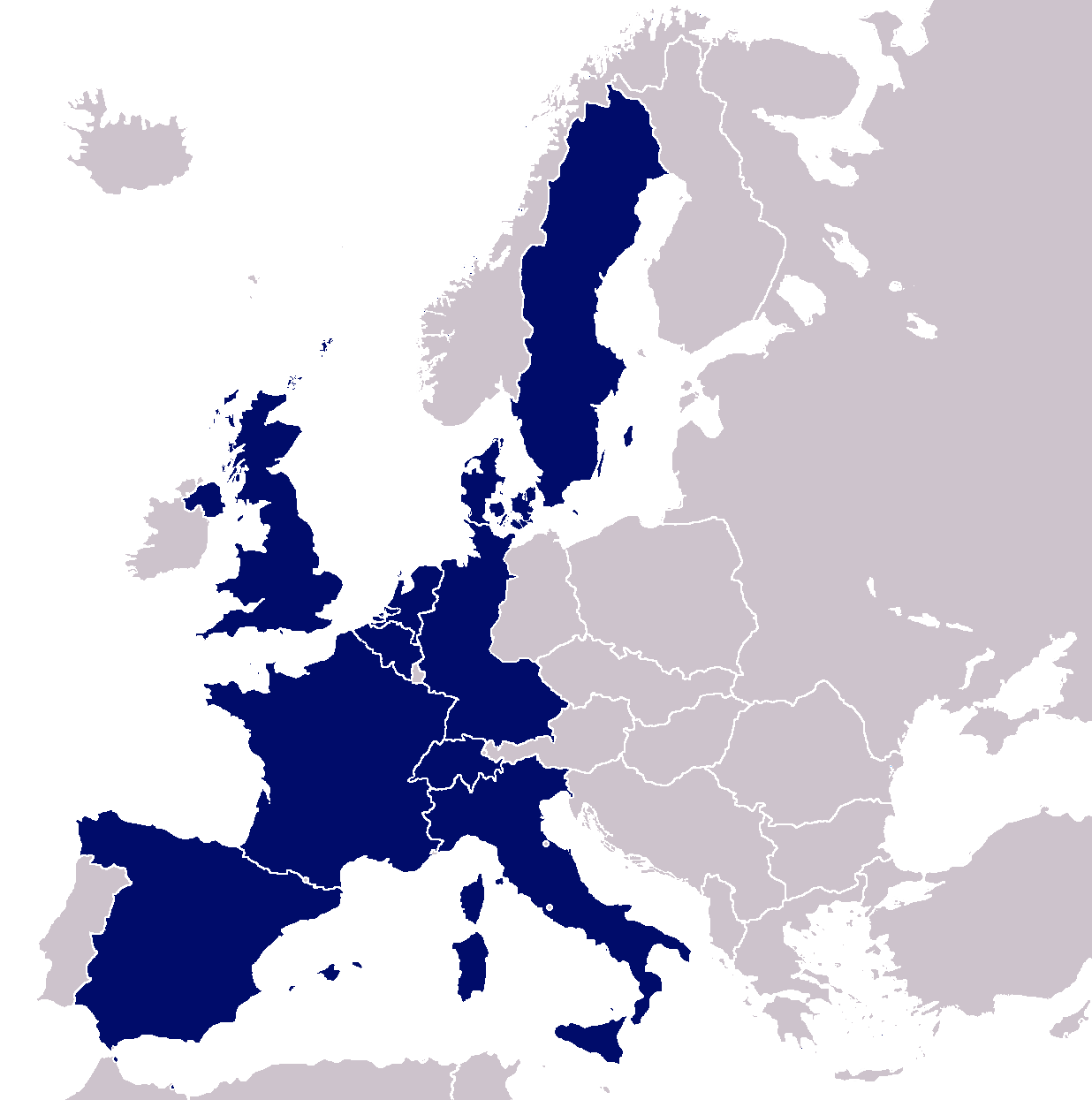
En bleu les pays membres du CERS.

Le Conseil européen de recherches spatiales ou CERS (en anglais ESRO : European Space Research Organisation) est une ancienne agence spatiale créée en 1964 par dix pays européens (Allemagne, France, Royaume-Uni, Pays-Bas, Italie, Belgique, Suède, Suisse, Espagne, Danemark) dans le but de mettre en commun leurs ressources limitées consacrées au développement des programmes de recherche dans le milieu spatial. Le budget n'a pas été suffisant pour que le CERS atteigne les objectifs que l'agence s'était fixée. Néanmoins, entre 1964 et 1975, L'agence a développé 8 satellites scientifiques de petite taille lancés par la NASA et entamé la réalisation de sept autres. Vers la fin de son existence, l'agence spatiale a élargi son domaine d'intervention aux applications spatiales dans le domaine des télécommunications et de la météorologie. Le CERS a également réalisé des campagnes d'études du milieu spatial en lançant des fusées-sondes dans la haute atmosphère. À la suite d'une refonte générale de l'organisation du programme spatial européen décidée en 1973, le CERS a été fusionné avec le CECLES pour former en 1975 l'Agence spatiale européenne.

## Historique

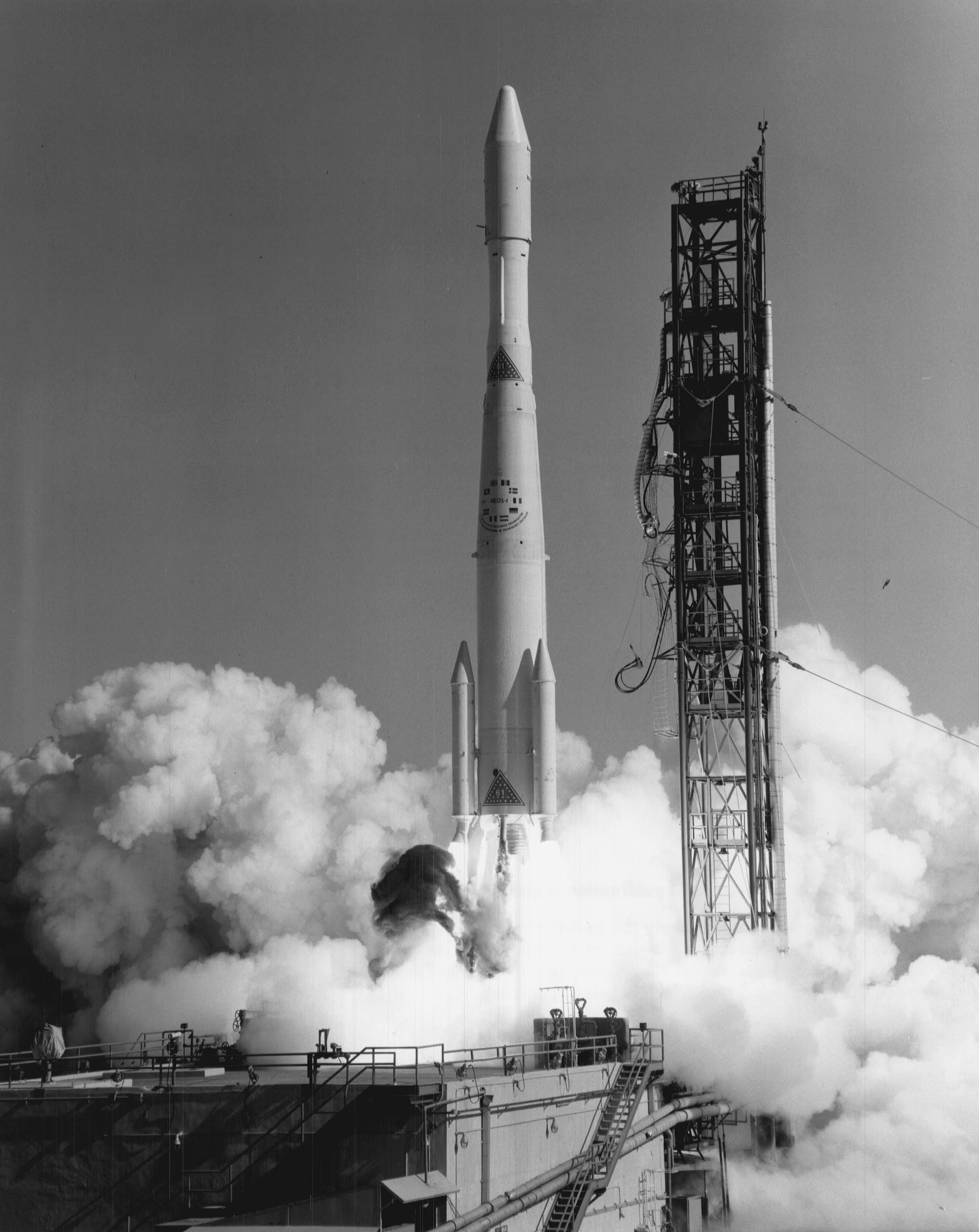
Le satellite HEOS-1 (Highly Eccentric Orbit Satellite) de l'ESRO lancé par une fusée Delta depuis le centre spatial Kennedy le 5 décembre 1968.

Créée le 14 juin 1962 et mise en place en 1964, avec comme objectif la réalisation de satellites scientifiques, l’ESRO eut beaucoup plus de succès   que l’autre organisme spatial européen créé à la même époque pour développer un lanceur européen, le CECLES. Sous l’impulsion de son premier directeur général, le physicien Français Pierre Auger, le CERS se dota d’une administration centrale forte et de centres techniques propres, qui devaient constituer ultérieurement les fondements de l’agence spatiale européenne. Entre 1968 et 1972, huit satellites réalisés par elle sont mis sur orbite par des fusées de la NASA. Le CERS développe également un important programme de fusée-sondes  lancés depuis le site d'Esrange, alors propriété de cette agence.
L'organisation des institutions spatiales européennes ne produit pas les résultats attendus. L'organisation est inadaptée aux vues divergentes des différents pays et les développements ne sont pas assez intégrés. Les échecs répétés du CECLES, l'homologue du CERS chargé du développement d'un lanceur européen, entraine une remise à plat du mode de fonctionnement de ces institutions. En décembre 1972 les pays membres décident de fusionner le CECLES et le CERS au sein d'une nouvelle organisation, l’ESA. La fusion prend effet en 1975.

## Satellites du CERS

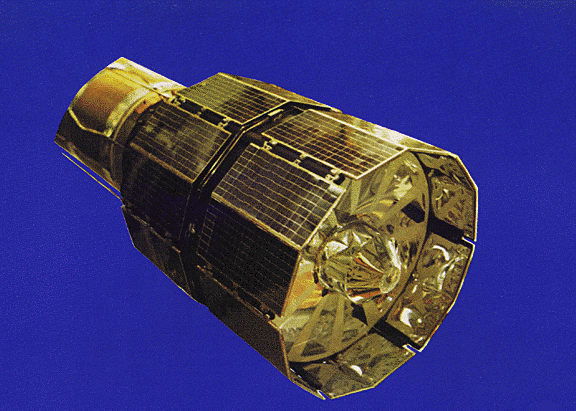
ESRO-2B

L'agence spatiale a développé complètement huit satellites tous lancés par des lanceurs américains  de la NASA. Cinq ont été placés sur orbite, par des fusées  Scout depuis Vandenberg Air Force Base et trois ont été lancés par des fusées Delta :
- ESRO 2A lancé le 29 mai 1967 mais victime d'une défaillance de son lanceur Scout
- ESRO 2B (80 kg), le 17 mai 1968. Étude  des rayons cosmiques.
- ESRO 1A/Aurorae (86 kg), le 3 octobre 1968. Étude des effets de l'activité solaire sur les zones aurales
- ESRO 1B/Boreas (86 kg), le 1er octobre 1969. Même objectif qu'ESRO 1A
- HEOS-1 lancé le 5 décembre 1968
- HEOS-2 lancé le 31 janvier 1972
- TD-1A lancé le 12 mai 1972 pour l'observation des rayons X et gamma
- ESRO 4 lancé le 20 novembre 1972

## Satellites développés par le CERS et lancés par l'Agence spatiale européenne
En 1975, lorsque l'Agence spatiale européenne a repris les activités du CERS, plusieurs missions étaient à des stades divers d'avancement. La nouvelle agence a poursuivi leur développement et les a placé en orbite au cours des années suivantes :
- Observatoire spatial rayons gamma COS-B lancé en aout 1975
- Satellites d'études de la magnétosphère terrestre GEOS 1 et 2 lancés en 1977 et 1978 : premiers satellites scientifiques lancés en orbite géostationnaire
- Satellites de télécommunications expérimentaux OTS 1 et 2 lancés en 1977 et 1978
- Satellite météorologique Meteosat-1 lancé en 1977 : premier satellite météorologique européen. Placé en orbite géostationnaire.
- Satellite d'étude de la magnétosphère terrestre et du vent solaire ISEE 2 lancé en 1977 dans le cadre d'un programme en coopération avec la NASA comprenant trois satellites.
- Télescope ultraviolet IUE lancé en 1978 : le CERS a participé au développement de ce satellite de la NASA en fournissant les panneaux solaires et le centre de contrôle
- Observatoire spatial rayons X EXOSAT lancé en 1983.